# Воляни (Нижньосілезьке воєводство)
Воляни (пол. Wolany, нім. Wallisfurth) — село в Польщі, у гміні Щитна Клодзького повіту Нижньосілезького воєводства.
Населення — 646 осіб (2011).
У 1975-1998 роках село належало до Валбжиського воєводства.

## Демографія
Демографічна структура станом на 31 березня 2011 року:
|          | Загалом | Допрацездатний вік | Працездатний вік | Постпрацездатний вік |
| -------- | ------- | ------------------ | ---------------- | -------------------- |
| Чоловіки | 330     | 63                 | 240              | 27                   |
| Жінки    | 316     | 58                 | 208              | 50                   |
| Разом    | 646     | 121                | 448              | 77                   |